# Jeanette Schmid
Jeanette Schmid (Volary, 6 de noviembre de 1924 - Viena, 9 de marzo de 2005) fue una silbadora profesional trans de origen checo.

## Trayectoria

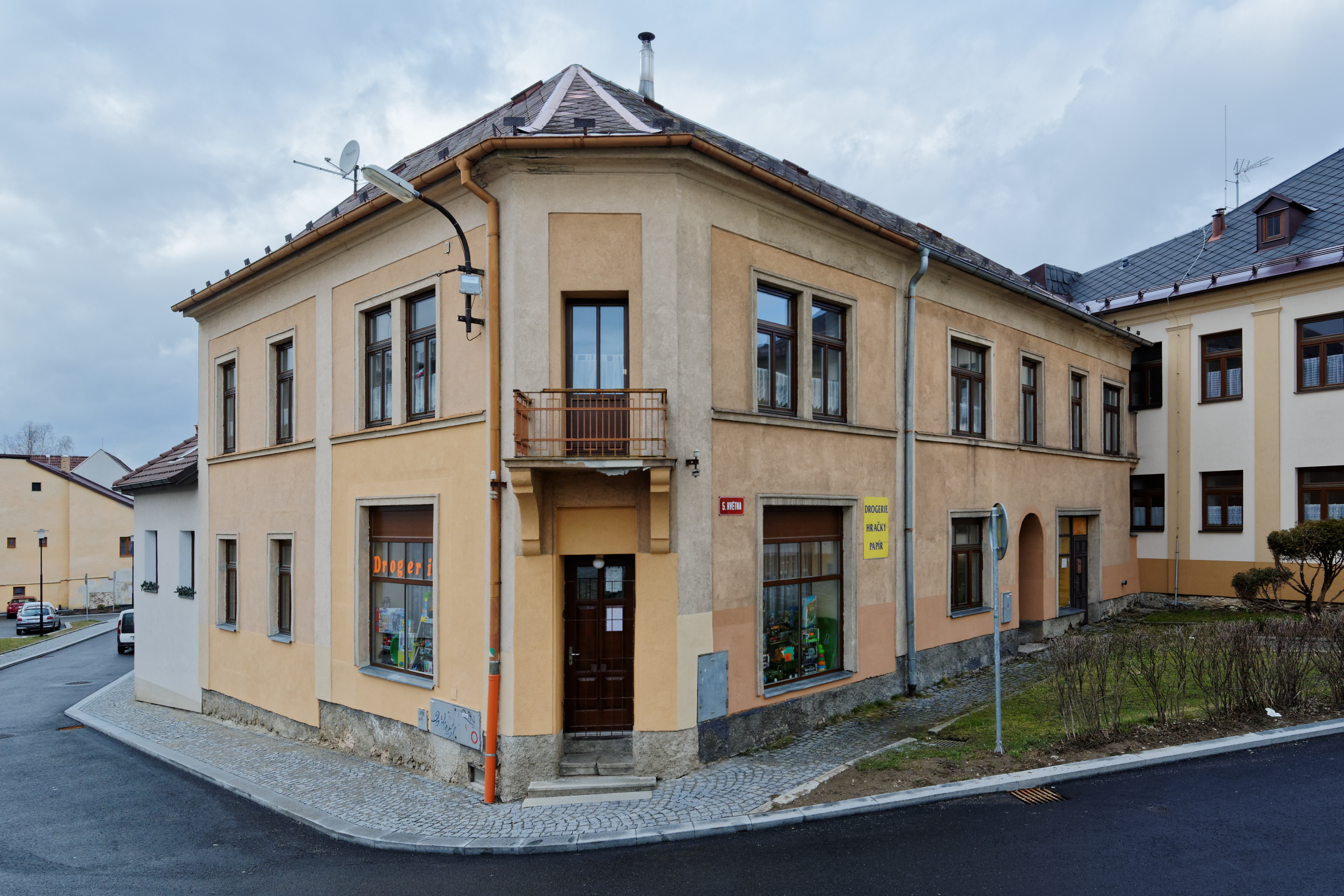
Casa natal de Jeanette Schmid

Nacida como Rudolf Schmid en el seno de una familia alemana en Volary, Checoslovaquia, Schmid comenzó a vestirse con ropa femenina a una edad temprana y le gustaba cantar y bailar. No encajaba con el ideal nazi del varón ario, pero se alistó en la Wehrmacht en 1941 y fue enviado a Udine, Italia hasta que lo mandaron a casa debido a la fiebre tifoidea.
Al final de la guerra, Schmid huyó a Múnich, donde comenzó una carrera como imitadora.  Rápidamente se hizo famosa por su talento, su espectáculo subido de tono y sus trajes de gala. El Sha de Irán, Mohammad Reza Pahlavi y su esposa, la reina Soraya, vieron a Schmid actuar en Hamburgo y la invitaron a Teherán para actuar como bailarina, pero su espectáculo y su vestimenta fueron considerados inapropiados por muchas personas en Irán, por lo que ideó un número nuevo. Silbó una polca de Strauss y la Barcarole de Jacques Offenbach para el Shah y su corte.
Después de su actuación en Irán, estableció su residencia en El Cairo y se dedicó a recorrer el mundo travestida, actuando en diversos escenarios como silbadora, junto a artistas de la talla de Frank Sinatra, Édith Piaf y Marlene Dietrich. En 1964, Schmid se sometió a una cirugía de reasignación de sexo realizada por el Dr. Ludwig Levy-Lenz y cambió su nombre por el de Jeanette. Posteriormente, se mudó a Viena para continuar con su carrera como silbadora. Continuó haciendo giras por todo el mundo con el nombre artístico de Baronesa Lips von Lipstrill, incluyendo una exitosa temporada en Broadway. En 2004, recibió la Orden al Mérito de la República de Austria. Schmid murió en Viena en 2005.